# Miller Anderson (Musiker)

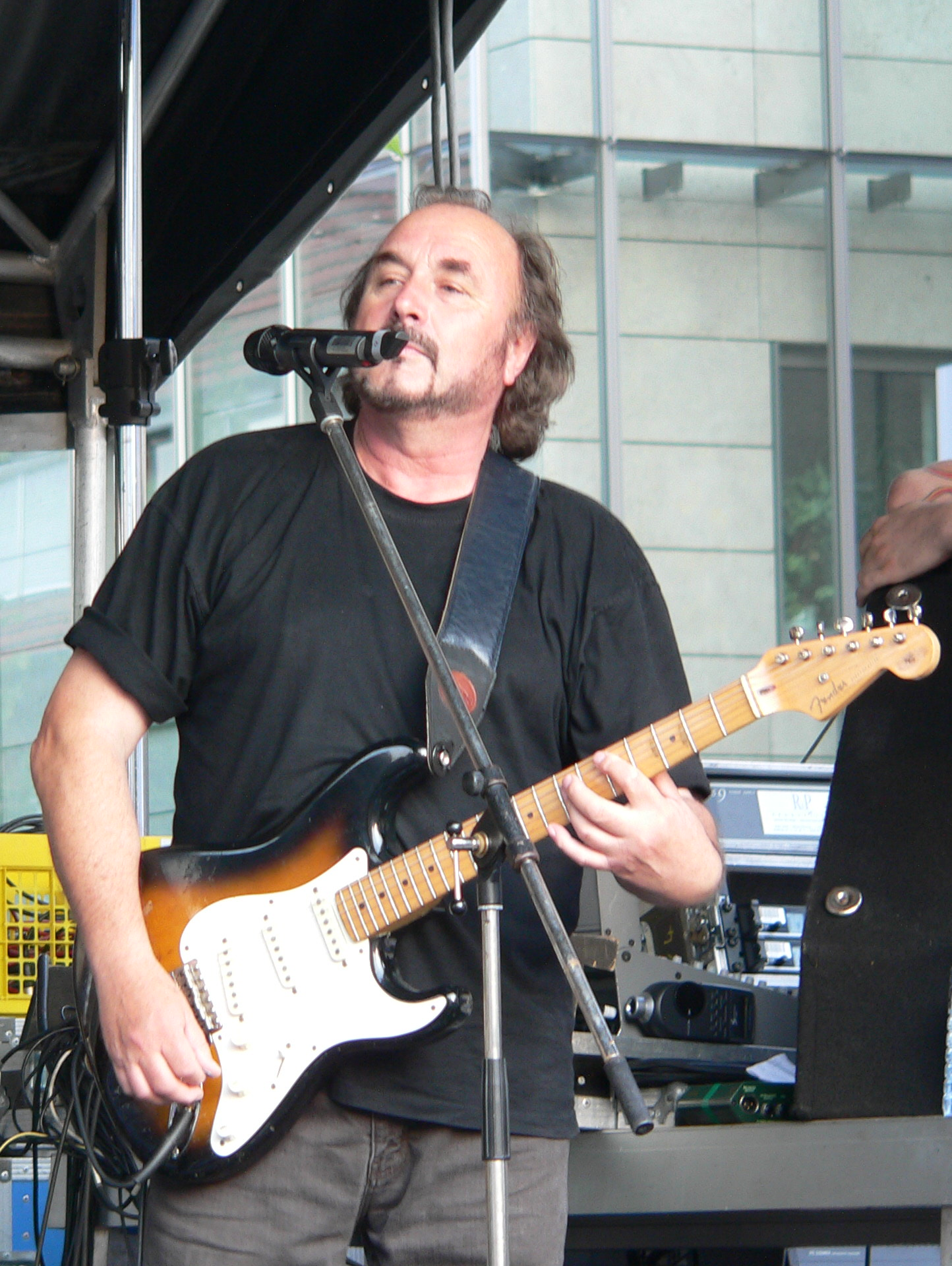
Miller Anderson (Neckarsulm 2006)

Miller Anderson (* 12. April 1945 in Houston, Renfrewshire, Schottland) ist ein britischer Blues- und Rockmusiker. Er wurde bekannt als Gitarrist und Sänger u. a. bei Keef Hartley und Savoy Brown.

## Leben und Wirken
Miller Anderson begann seine musikalische Karriere Mitte der 1960er bei Bands wie The Royal Crests, Karl Stuart & the Profiles und The Scenery. 1968 spielte Anderson bei At Last The 1958 Rock N Roll Show, die sich im selben Jahr in Charlie Woolfe umbenannten.
Im November 1968 schloss sich Anderson der Keef Hartley Band an, die 1969 beim Woodstock-Festival auftrat. Mit Keef Hartley nahm Anderson die Alben Halfbreed (1969), The Battle Of North West Six (1969), The Time Is Near (1970), Overdog (1971) und Little Big Band (1971) auf. Er schrieb auch einen Großteil der Songs. Auf den ersten beiden Alben schrieb er unter dem Pseudonym Hewitson, da er aus vertraglichen Gründen seinen Namen nicht benutzen durfte.
1971 verließ Anderson Keef Hartley und produzierte das Soloalbum Bright City. 1973 gründete er die Band Hemlock, mit der er ein Album aufnahm und im Vorprogramm von Uriah Heep tourte. 1974 ging Anderson zur Bluesband Savoy Brown, die mit Stan Webb und Kim Simmonds bereits zwei hervorragende Gitarristen hatte. Es entstand das Album Boogie Brothers, doch verließ Anderson die Band bereits Ende des gleichen Jahres.
1975 arbeitete Miller Anderson erneut mit Keef Hartley. Zusammen formierten sie die Band Dog Soldier, die ein Album gleichen Namens auf den Markt brachte.
Mitte 1976 wurde Anderson Bandmitglied bei T. Rex. Sänger Marc Bolan engagierte ihn als zweiten Gitarristen und Backgroundsänger für seine „Comeback-Band“. Nachdem sie zusammen das Album Dandy In The Underworld aufgenommen und erfolgreiche Tourneen durch Frankreich und Großbritannien absolviert hatten, verließ er die Band im Juni 1977. Er hatte genug von den zahlreichen Playback-Auftritten, wollte wieder „live“ spielen und ging noch im selben Jahr mit Donovan auf Tournee. Darauf folgte eine Tour im Vorprogramm von Yes. 1979 war Anderson Mitbegründer der Band The Dukes, die ein Album aufnahm und u. a. mit Wishbone Ash auf Tour ging.
Es folgte ab 1982 eine Zusammenarbeit mit Stan Webb, zunächst in dessen Band Speedway, dann 1984 in der Neuauflage von Chicken Shack. Nach einem kurzen Intermezzo bei Mountain beteiligte sich Anderson an der Wiederbelebung der Spencer Davis Group. Mit deren Schlagzeuger Pete York, Sänger Chris Farlowe und weiteren Kollegen spielte er das Album Superblues ein. Miller Anderson gehörte außerdem zur Stammband von Pete Yorks erfolgreicher Fernsehreihe Superdrumming.
In den 1990ern war Anderson sowohl solo als auch mit bekannten Musikern wie Jon Lord und Roger Chapman unterwegs. Er spielte weiterhin mit der Spencer Davis Group, und es gab ein Revival seiner frühen Band The Scenery. 1997 erschien das Soloalbum Celtic Moon, produziert von dem deutschen Blues- und Rockgitarristen Frank Diez, und 2003  Bluesheart. Mit der Spencer Davis Group gab es bisher drei Livealben, auf denen Miller an der Gitarre und Gesang zu hören ist: 1997 Payin' Them Blues Dues, 2002 Live In Manchester sowie 2006 Official Bootleg. Außerdem war er 2007 mit der Band The British Blues Quintet (mit Maggie Bell, Zoot Money, Colin Hodgkinson und Colin Allen) auf Tour, von der auch im November 2007 das Album Live in Glasgow (Recorded at the Ferry) erschienen ist.
2012 schloss er sich der Hamburg Blues Band an und ging mit ihnen im Herbst 2012 bzw. Frühjahr 2013 auf Deutschlandtournee. Mit der Miller Anderson Band spielte er auf dem Herzberg-Festival 2018 das Set, das er 1969 beim Woodstock-Festival auch gespielt hatte. Im Rockpalast-Video Burg Herzberg Festival 2018 ist er im Interview und Konzertausschnitt zu sehen.

## Diskografie
- 1971 Bright City
- 1997 Celtic Moon
- 2003 Bluesheart
- 2008 Chameleon
- 2009 From Lizard Rock (Live 2 CD)
- 2011 Live At Rockpalast (CD / DVD)
- 2016 Through The Mill
- 2017 Live In Vienna